# Aralia melanocarpa
Aralia melanocarpa là một loài thực vật có hoa trong Họ Cuồng. Loài này được (H.Lév.) Lauener mô tả khoa học đầu tiên năm 1972.